# Emmerik de Vriese
Emmerik de Vriese (Knokke-Heist, Bélgica, 14 de febrero de 1985) es un futbolista belga que juega en el KFC Antonia, de las ligas provinciales de Bélgica.

## Clubes
| Club              | País     | Año         | PJ | Goles |
| ----------------- | -------- | ----------- | -- | ----- |
| Antwerp FC        | Bélgica  | 2008 - 2011 | 61 | 13    |
| OH Leuven         | Bélgica  | 2011 - 2013 | 15 | 1     |
| Lokomotiv Plovdiv | Bulgaria | 2014 - 2015 | 9  | 1     |
| Ethnikos Achna FC | Chipre   | 2015 - 2016 | 27 | 1     |
| Ermis Aradippou   | Chipre   | 2016 - 2017 | 24 | 0     |
| KFC Antonia       | Bélgica  | 2021 -      |    |       |